# Zdroik
Zdroik – kolonia wsi Kopisk w Polsce, w województwie podlaskim, w powiecie białostockim, w gminie Dobrzyniewo Duże.
W czasach II Rzeczypospolitej położona była w województwie białostockim, powiecie białostockim, w gminie Obrubniki.
Według Powszechnego Spisu Ludności z 1921 roku kolonię zamieszkiwały 33 osoby, wśród których 27 było wyznania rzymskokatolickiego, 1 prawosławnego, a 5 mojżeszowego. Jednocześnie wszyscy mieszkańcy zadeklarowali polską przynależność narodową. Było tu 6 budynków mieszkalnych.